# Отрадное (Бахчисарайский район)
Отра́дное (до 1945 года Ханышко́й; укр. Відрадне, крымскотат. Hanışköy, Ханышкой) — село в Бахчисарайском районе Республики Крым, в составе Каштановского сельского поселения (согласно административно-территориальному делению Украины — Каштановского сельсовета Бахчисарайского района Автономной Республики Крым).

## Население
| 2001 | 2014 |
| ---- | ---- |
| 877  | ↘826 |

Всеукраинская перепись 2001 года показала следующее распределение по носителям языка
| Язык             | Процент |
| ---------------- | ------- |
| русский          | 74.57   |
| крымскотатарский | 15.28   |
| украинский       | 8.44    |
| другие           | 0.45    |

### Динамика численности
| - 1805 год — 66 чел. - 1864 год — 67 чел. - 1892 год — 60 чел. - 1915 год — 157 чел. | - 1926 год — 508 чел.. - 1939 год — 687 чел. - 1989 год — 817 чел. - 2001 год — 877 чел. |

## Современное состояние
В Отрадном 6 улиц и 6 переулков, в селе, в 290 дворах, по данным сельсовета на 2009 год, поживало 858 человек, площадь села 68 гектаров, ранее — одно из подразделений бывшего совхоза «Бурлюк», с 2002 года ЗАО «Бурлюк» (с 2003 года — филиал Агрофирмы «Золотая Амфора»). В селе действуют фельдшерско-акушерский пункт, сельский клуб. Отрадное связано автобусным сообщением с Бахчисараем, Севастополем и Симферополем.

## География
Расположено в северо-западной части района, на правом берегу реки Альмы в её нижнем течении, вдоль шоссе 35Н-019 Почтовое — Песчаное (по украинской классификации — С-0-10202). Расстояние до райцентра и Симферополя по Альминской долине одинаковое — примерно 38 километров и 12 километров до курортного села Песчаное на берегу Каламитского залива. В селе это шоссе пересекается с автодорогой 35Н-018 (О-0-10201 украинской классификации) (Береговое — Бахчисарай), соединяющей Бахчисарай (до него 22 км) с Евпаторией — 63 километра. Ближайшая железнодорожная станция Почтовая в 21 км. Соседние сёла: Шевченково в 0,7 км восточнее, Вилино — 1,5 км западнее и Кочергино в 2,5 километрах на юг. Нижняя и верхняя точки села находятся на разных уровнях склона долины, видимо потому разные источники дают разное значение высоты над уровнем моря: 58 и 116 метров.

## История
Историческое название Отрадного — Ханышкой — дословно «деревня ханской жены». Упоминаний в документах времён Крымского ханства пока неизвестно, впервые название, как Каплан Ага Кесеги Бахчисарайского каймаканства Бахчисарайского кадылыка, встречается в Камеральном Описании Крыма 1784 года. После присоединения Крыма к России (8) 19 апреля 1783 года, (8) 19 февраля 1784 года, именным указом Екатерины II сенату, на территории бывшего Крымского Ханства была образована Таврическая область и деревня была приписана к Симферопольскому уезду. После Павловских реформ, с 1796 по 1802 год, входила в Акмечетский уезд Новороссийской губернии. По новому административному делению, после создания 8 (20) октября 1802 года Таврической губернии, Ханышкой был включён в состав Актачинской волости Симферопольского уезда.
В Ведомости о всех селениях в Симферопольском уезде состоящих с показанием в которой волости сколько числом дворов и душ… от 9 октября 1805 года, в деревне записано 14 дворов, в которых проживало 66 крымских татар, и что деревня принадлежала капитану Адиль-мурзе. На военно-топографической карте генерал-майора Мухина 1817 года деревня Каныш обозначена с 10 дворами. После реформы волостного деления 1829 года Ханым Кой, согласно «Ведомости о казённых волостях Таврической губернии 1829 г» отнесли к Яшлавской волости (переименованной из Актачинской)>. Население сокращалось, видимо, в связи с эмиграции крымских татар в Турцию, на карте 1836 года в деревне обозначено 8 дворов, а на карте 1842 года Ханышкой обозначен условным знаком «малая деревня (менее 5 домов)».
В 1860-х годах, после земской реформы Александра II, деревню приписали к Дуванкойской волости. Согласно «Списку населённых мест Таврической губернии по сведениям 1864 года», составленному по результатам VIII ревизии 1864 года, Ханышкой — общинная татарская деревня и владельческие дачи, с 15 дворами, 67 жителями и мечетью при реке Алме. По обследованиям профессора А. Н. Козловского начала 1860-х годов, в селении имелись колодцы глубиной 2—4 сажени, из которых половина с пресной, а половина с солёной водой.  На трёхверстовой карте Шуберта 1865 году в деревне числились те же 15 дворов, на карте 1892 года зафиксировано 29 дворов со смешанным русско-татарским населением.
После земской реформы 1890-х годов деревня осталась в составе преобразованной Дуванкойской волости. Согласно «…Памятной книжке Таврической губернии на 1892 год», в деревне Ханышкой, входившей в Тарханларское сельское общество, числилось 60 жителей в 11 домохозяйствах, все безземельные. По «…Памятной книжке Таврической губернии на 1902 год» деревня Ханышкой, как населённая безземельными и не входившая в сельское общество, приписана к волости для счёта, без указания числа жителей и домохозяйств. В 1912 году в деревне было начато строительство нового здания мектеба. По Статистическому справочнику Таврической губернии. Ч.II-я. Статистический очерк, выпуск шестой Симферопольский уезд, 1915 год, в деревне Ханышкой Дуванкойской волости Симферопольского уезда числилось 30 дворов с татарским населением в количестве 157 человек приписных жителей, из которых 80 мужчин и 77 женщин. Жители владели 343 десятинами удобной земли. В хозяйствах имелось 60 лошадей, - волов, 25 коров и 97 овец. Также к селению были приписаны хутор и имение Осман-бея Яшлавского, имение С. Е. Майтоп, дача Б. М. Прик и десяток частных садов.
После установления в Крыму Советской власти, по постановлению Крымревкома от 8 января 1921 года была упразднена волостная система и село включили в состав вновь созданного Подгородне-Петровского района Симферопольского уезда, а в 1922 году уезды получили название округов. 11 октября 1923 года, согласно постановлению ВЦИК, в административное деление Крымской АССР были внесены изменения, в результате которых был ликвидирован Подгородне-Петровский район и образован Симферопольский и село включили в его состав. Согласно Списку населённых пунктов Крымской АССР по Всесоюзной переписи 17 декабря 1926 года, в селе Ханышкой, центре Ханышкойского сельсовета Симферопольского района, числилось 127 дворов, из них 108 крестьянских, население составляло 508 человек (231 мужчина и 277 женщин). В национальном отношении учтено: 414 татар, 31 русский, 16 украинцев, 1 чех, 1 записан в графе «прочие», действовала татарская школа. После разукрупнения районов Крыма в 1935 году Ханышкой включили в состав Бахчисарайского. По данным всесоюзной переписи населения 1939 года в селе проживало 687 человек.

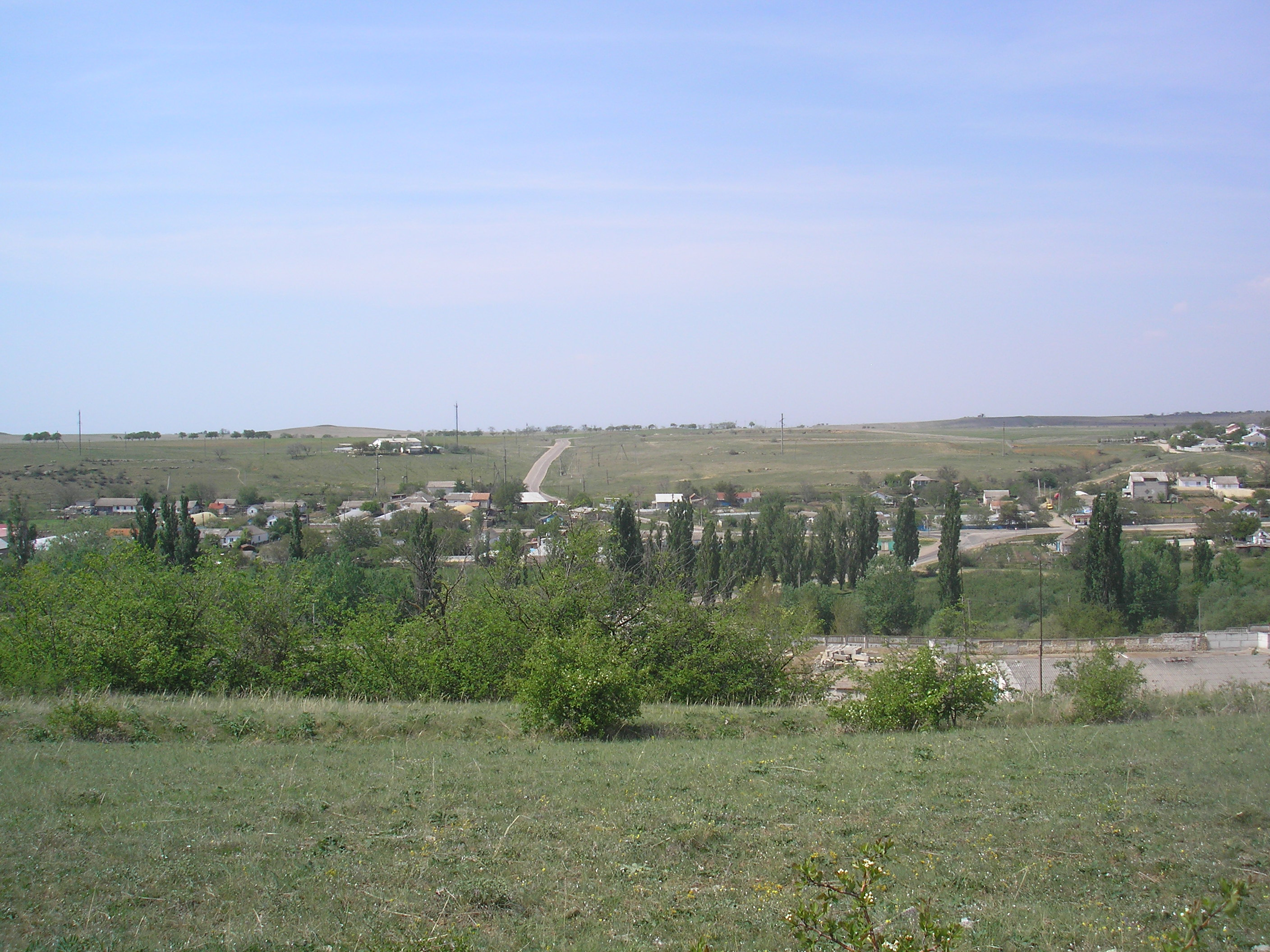
Западная часть
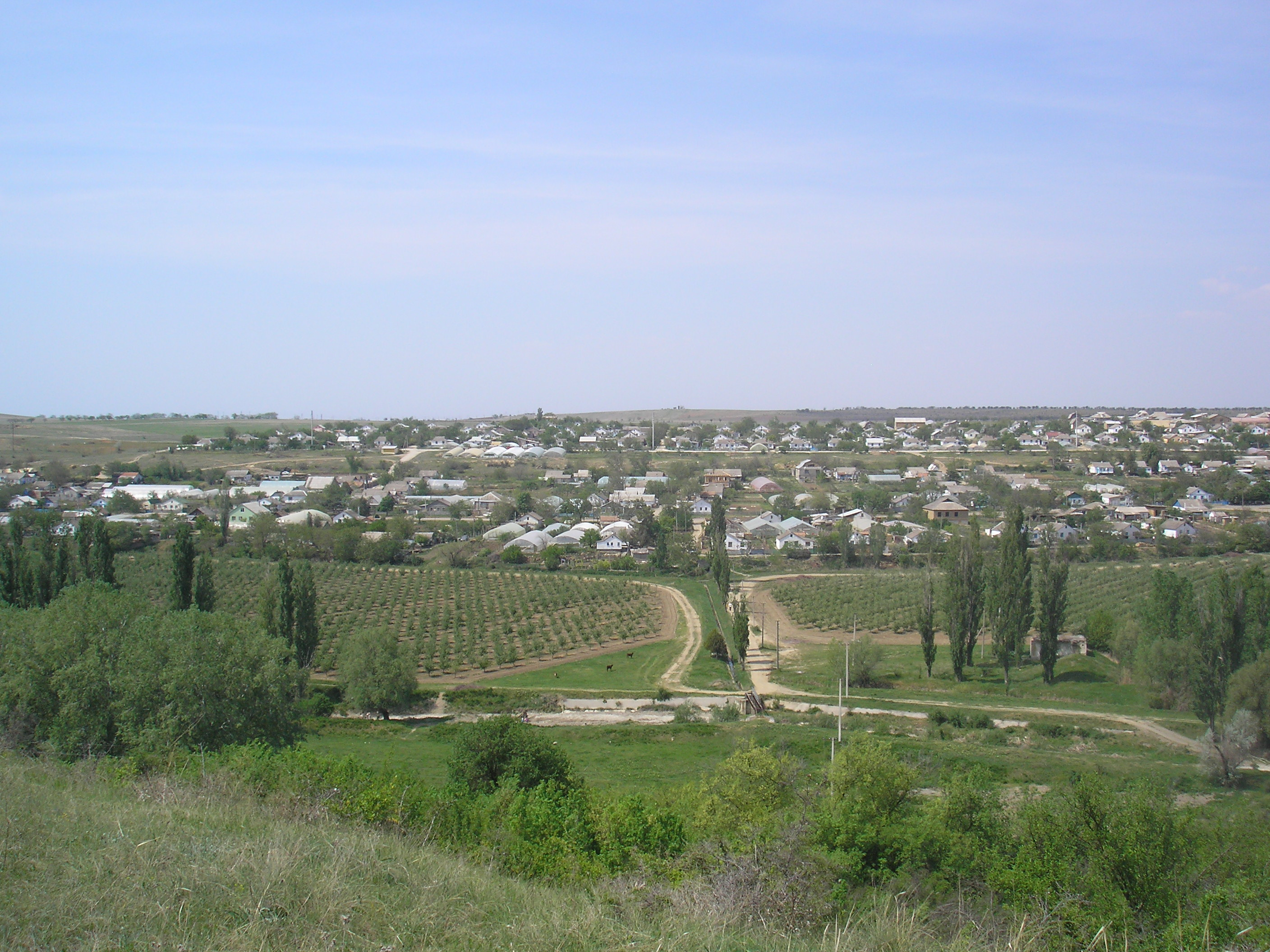
Центр села
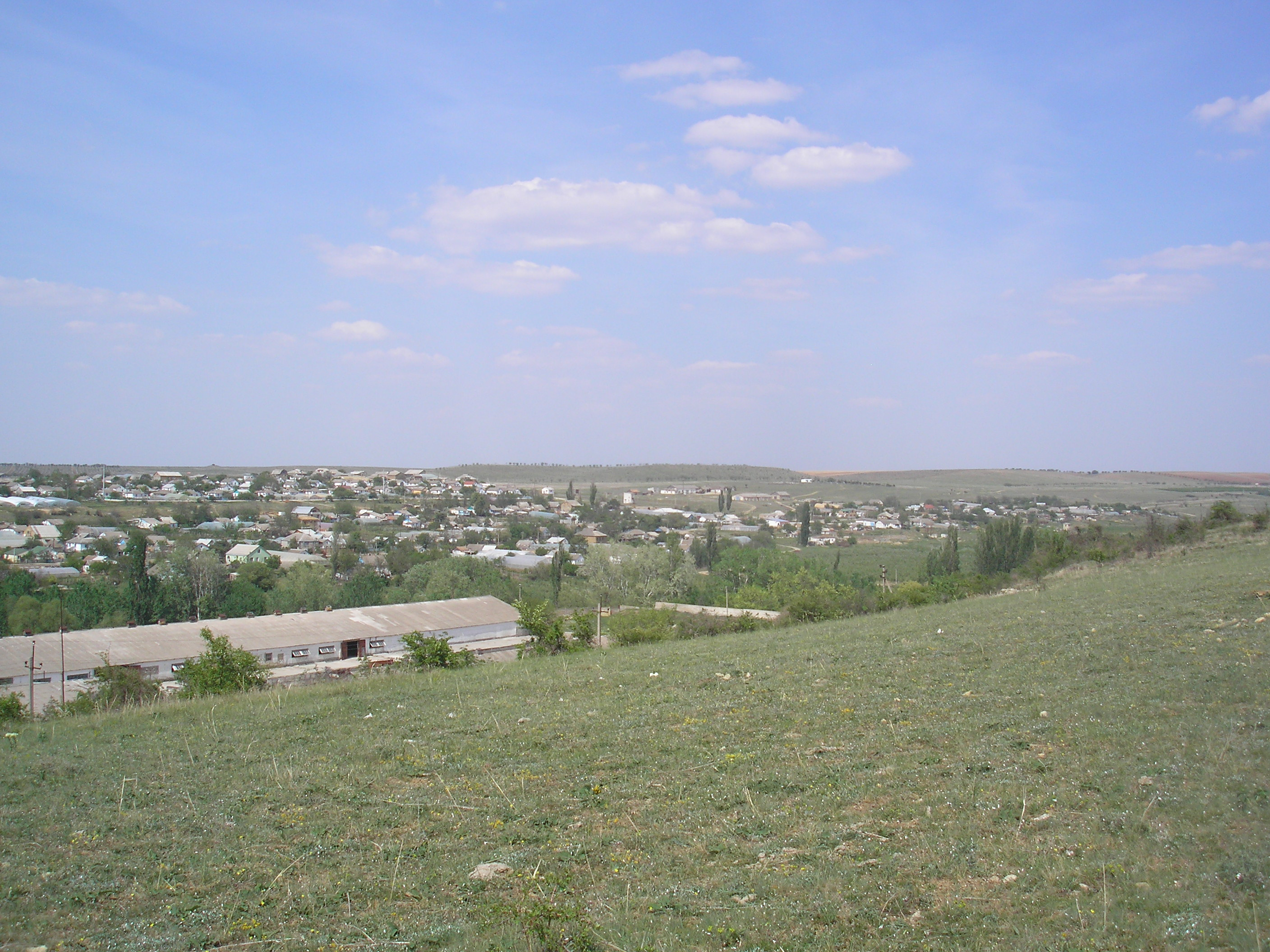
Восточная часть
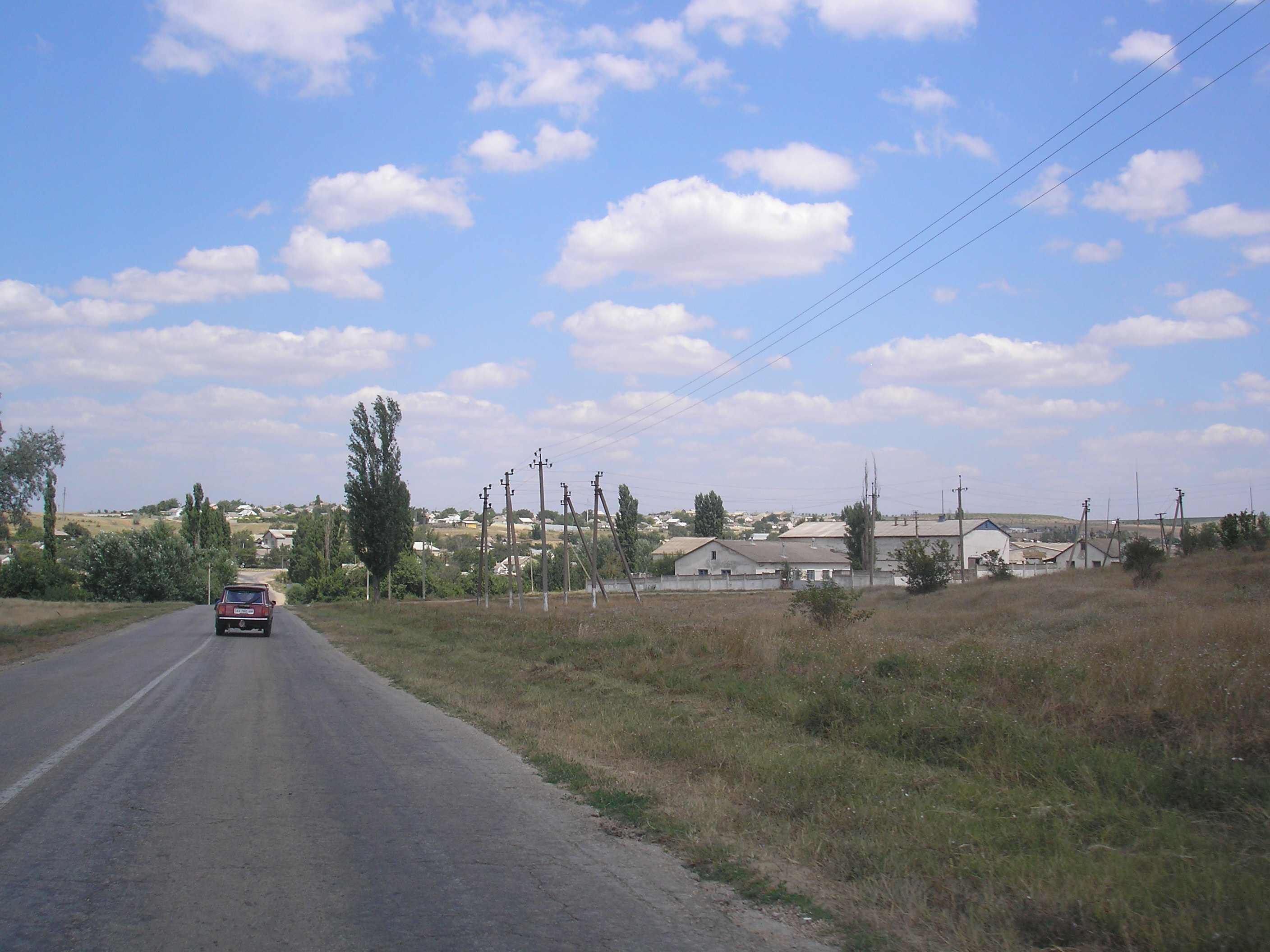
Въезд в село с запада

18 мая 1944 года, согласно Постановлению ГКО № 5859 от 11 мая 1944 года крымскотатарские жители Ханышкоя были депортированы в Среднюю Азию, а 12 августа 1944 года было принято постановление № ГОКО-6372с «О переселении колхозников в районы Крыма», по которому в район из Орловской и Брянской областей РСФСР переселялись 6000 семей колхозников. 21 августа 1945 года, указом Президиума Верховного Совета РСФСР, Ханышкой переименовали в Отрадное, соответственно Ханышкойский сельсовет — в Отрадненский. С 25 июня 1946 года Отрадное в составе Крымской области РСФСР, а 26 апреля 1954 года Крымская область была передана из состава РСФСР в состав УССР.
На 15 июня 1960 года Отрадное входило в Красноармейский сельсовет, на 1968 год — в состав Плодовского сельсовета, в 1970-х присоединено ко вновь образованному Каштановскому. По данным переписи 1989 года в селе проживало 817 человек. С 12 февраля 1991 года село в восстановленной Крымской АССР, 26 февраля 1992 года переименованной в Автономную Республику Крым. С 21 марта 2014 года в составе Крыма аннексировано Россией.